# Jusuf ibn Taszfin
Jusuf ibn Taszfin (arab. يوسف بن تاشفين, ur. 1009, zm. 2 września 1106) – władca Maroka z dynastii Almorawidów.

## Życiorys
Jusuf ibn Taszfin był stryjem przywódcy Almorawidów Abu Bakra ibn Umara i otrzymał od niego władzę w Maroku w 1070 roku, gdy sam Abu Bakr wyjechał tłumić powstanie plemion na Saharze. Jusuf wykorzystał nieobecność Abu Bakra do organizacji własnej administracji w kraju i budowy wojska najemnego. Kiedy Abu Bakr wrócił do kraju w 1073 roku, zrezygnował z walki o władzę i wycofał się z powrotem na Saharę. Jusuf ibn Taszfin stał się w ten sposób założycielem dynastii Taszfinidów, przewodzących Almorawidom aż do 1147 roku.
W kolejnych latach Jusuf podbił plemiona Miknasa i Magrawa, w 1075 roku zajął Fez, w 1077 Tanger, a w 1083 Ceutę. W 1081 roku panował już nad całą zachodnią Algierią aż do Algieru, jednak w 1082 roku jego marsz na wschód powstrzymali Hammadydzi przy wsparciu Banu Hilal. 
W 1082 roku andaluzyjscy władcy po raz pierwszy poprosili Jusufa ibn Taszfina o wsparcie przeciw chrześcijańskim królestwom na Półwyspie Iberyjskim. Dopiero jednak po ponownej prośbie ze strony Abbadytów, Aftasydów i Zyrynidów z Grenady Jusuf wylądował z wojskiem w Andaluzji i 23 października 1086 rozbił wojska kastylijskiego króla Alfonsa VI w bitwie pod Sagrajas. Kiedy jednak w 1088 roku królestwa Taify odmówiły mu wsparcia, Jusuf ibn Taszfin zwrócił się przeciw nim i w 1090 roku obalił Zyrynidów z Grenady i Abbadydów z Sewilli, a do 1095 roku zaanektował prawie wszystkie pozostałe królestwa. W 1102 roku Jusufowi poddała się Walencja, broniona wcześniej przez wojska Cyda, a w 1110 roku Saragossa pod wodzą Hudydów.

## W kulturze

### Gry wideo
- W serii gier wideo Crusader Kings jednym z grywalnych władców jest Yusuf ibn Tashfin Almoravid, przedstawiony jako emir Marakeszu[2].
- Almorawida pojawia się w grze Age of Empires II: The Conquerors[3].

### Filmy
- W filmie Cyd z 1961 roku, w rolę Jusufa wcielił się Herbert Lom[4].
- W filmie animowanym El Cid – legenda o mężnym rycerzu z 2003 roku, rolę Jusufa w oryginalnej, hiszpańskiej wersji odegrał Carlos Latre[5]. W polskiej wersji językowej głosu użyczył mu Jarosław Domin[6][7].